# Niedersteinmaur
Niedersteinmaur (in Mundart auch Niedi genannt, was aber auch für Niederweningen stehen kann) ist einer von vier Ortsteilen der Gemeinde Steinmaur im Wehntal.

## Geographie
Als einziger Ortsteil grenzt Niedersteinmaur an alle anderen Ortsteile, nämlich südöstlich an das Schiebler-Quartier, nördlich an Obersteinmaur und nordwestlich an Sünikon. Im Süden grenzt Niedersteinmaur an Regensberg und damit an den Lägern. Der Ortsteil ist etwa 4 Quadratkilometer gross, wobei etwa ein halber Quadratkilometer bewohnt wird und der Rest landwirtschaftlich genutzt wird.

## Verkehr
In Niedersteinmaur liegt der Bahnhof Steinmaur, der von der Wehntalbahn mit der S 15  im Halbstundentakt bedient wird, sowie die Bushaltestellen Bahnhof und Gemeindehaus, die von den Linien 535 Oberglatt–Dielsdorf–Steinmaur–Bachs–Stadel–Neerach–Hochfelden–Bülach bedient werden.

## Sonstiges
In Niedersteinmaur liegt das Gemeindehaus▼, die Primarschule Steinmaur▼ und die Storchensiedlung▼, wo ca. 20 Weissstörche ihr Zuhause haben.